# Harrogate Town A.F.C.
Harrogate Town Association Football Club er en professionel fodboldklub fra Harrogate i North Yorkshire, England. Holdet spiller i League Two, det fjerde niveau i det engelske fodboldligasystem. Holdets hjemmebane er Wetherby Road, som har plads til 5.000 tilskuere.

## Eksterne links
- Officiel hjemmeside